# Faludi Jenő
Faludi Jenő, született Wattersdorf (Devecser, 1873. november 22. – Budapest, Józsefváros, 1933. október 17.) színházigazgató. Faludi Gábor fia, Faludi Sándor ikertestvére és Vázsonyi Jenő közgazdász sógora.

## Életútja
Faludi Gábor (1846–1932) színigazgató és Lőwy Jozefa (1846–1894) fiaként született. Iskoláit Budapesten végezte. A gimnázium elvégzése után a budapesti jogi egyetemre iratkozott be és 1897-ben jogi doktor, 1900-ban ügyvéd lett. 1902-ben az Országos Színészegyesület ügyvédjének választották és 15 éven keresztül intenzív részt vett az Országos Színészegyesület munkájában. Ügyvédi praxisát 1911-ben megszüntette és a Vígszínház igazgatóságában foglalt helyet, ahol édesapja, Faludi Gábor mellett a művészeti igazgató munkáját végezte 1921-ig. Az első világháború kitörésekor (1914-ben), mint tartalékos hadnagy vonult be és 33 hónapon át teljesített katonai szolgálatot, a budapesti önkéntesiskola parancsnoka volt. 1917-ben a Városi Színházat Faludiék vették át, akkor szolgálata alól felmentetett, hogy megszervezze a Városi Színház új társulatát. 1924-ben az Unió 5 színházának lett művészeti igazgatója, 1925-ben az Unió bukása után a Magyar Színház művészeti igazgatója lett 1929-ig. Mint színházigazgatót új művészi lehetőségek keresése, határozott célkitűzés és erős energia jellemezték.
Felesége Stern Ilka (1879–1974) volt, akivel 1902. május 7-én kötött házasságot Budapesten, a Terézvárosban.